# Ala-ed-Din Khaldji

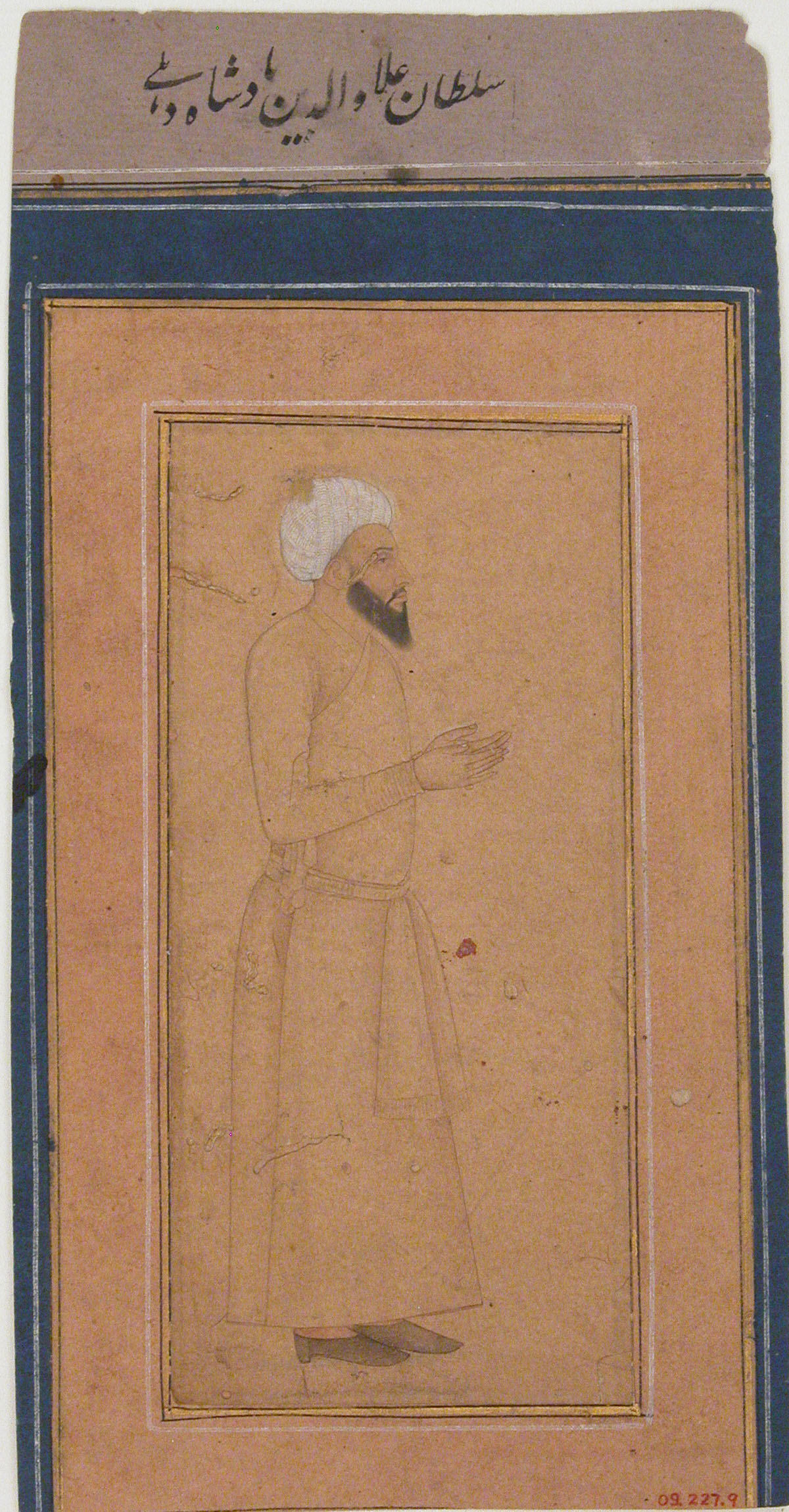
Boksida med bild på Ala-ed-Din Khaldji.

Ala-ed-Din Khaldji (med flera variarande stavningar; persiska: علاء الدین خلجی; egentligen Juna Khan), död 1316, var den andre och mäktigaste indiske härskaren i Delhisultanatet av Khaldjidynastin. Han regerade från 1296 till 1316. Allauddin Khaldji drömde om att bli den andre Alexander (Sikandar Sani). Allauddin khaldji är även känd för att ha hindrat mongolerna från att invadera Indien.